# Ignacio García Téllez

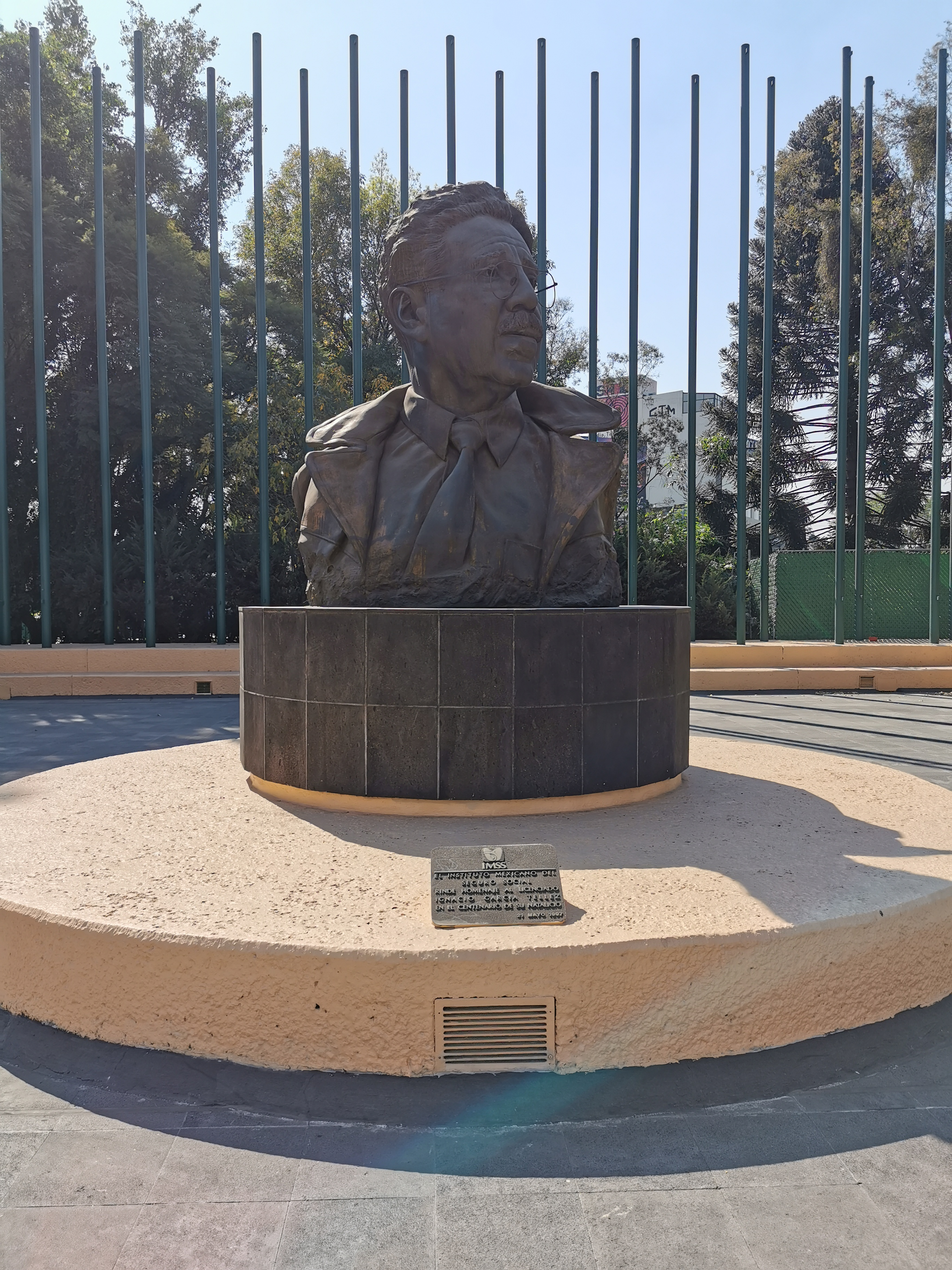
Buste van Ignacio García Téllez in het Centro Médico Nacional Siglo XXI, Mexico Stad.

Ignacio García Téllez (León, 1897 - Cuernavaca, 14 november 1985) was een Mexicaans politicus en jurist.
García studeerde recht aan de Nationale Autonome Universiteit van Mexico (UNAM) en was in 1923 gouverneur van zijn geboortestaat Guanajuato en werkte van 1926 tot 1928 aan het Mexicaanse burgerlijk rechtboek. García Téllez was rector van de UNAM van 1929 tot 1932, in de tijd dat de universiteit haar autonomie verkreeg en werd begonnen met de bouw van Ciudad Universitaria. Onder president Lázaro Cárdenas (1934-1940) diende hij achtereenvolgens als minister van onderwijs en van binnenlandse zaken en onder Manuel Ávila Camacho (1940-1946) werd hij de eerste minister van arbeid.
- International Standard Name Identifier: 0000 0000 2618 4339
- Library of Congress Control Number: n81125940
- Nationale Bibliotheek van Israël: 987007441763405171
- Virtual International Authority File: 13641750
- WorldCat: E39PBJmxXxDcbCgfF4h9CfGPwC